# 대한민국 쿡

《대한민국 쿡》은 SBS TV에서 방송된 교양 프로그램이다. 한국 요리를 주제로 다룬다.

## 같이 보기
- 한국 요리